# Hallucinate
«Hallucinate» es una canción interpretada por la cantante albanobritánica Dua Lipa de su segundo álbum de estudio Future Nostalgia (2020). Se lanzó el 10 de julio de 2020 como cuarto sencillo del álbum a través de Warner Bros. La canción alcanzó la posición 31 en la lista de sencillos del Reino Unido.

## Antecedentes
Lipa declaró que está muy emocionada de interpretar «Hallucinate» en la gira. En una entrevista para Apple Music sobre la canción comentó: «Esto es bastante diferente de las otras canciones del álbum, solo quería que esto fuera como una divertida pista de baile de los 90. Se sintió tan liberador. Esta es mi canción del festival. Cada vez que hago canciones, me imagino cómo serían si las tocara en Glastonbury. Sabía que no había forma de hacer un festival sin esta canción.

## Composición
Musicalmente, «Hallucinate» es un tema beach pop, dance pop synth pop y house. La canción ha sido descrita como un festival de apertura y cierre del club. El «relleno vertiginoso de la pista de baile». Fue comparado con los estilos de Kylie Minogue y Lady Gaga, específicamente con la canción de Gaga «Poker Face». En términos de notación musical, la canción fue escrita en la clave de B ♭ menor con un tempo de 122 latidos por minuto.

## Recepción crítica
Glamour clasificó a «Hallucinate» como la décima mejor canción de Lipa, comentando que «es pura adrenalina de principio a fin, con un coro que explota como una bala de cañón».

## Lista de ediciones
| Descarga digital y streaming – Paul Woolford Remix |                                     |          |  |
| N.º                                                | Título                              | Duración |  |
| 1.                                                 | «Hallucinate» (Paul Woolford Remix) | 3:58     |  |

| Descarga digital y streaming – Paul Woolford Remix (Extended) |                                                 |          |  |
| N.º                                                           | Título                                          | Duración |  |
| 1.                                                            | «Hallucinate» (Paul Woolford Remix) [Extended]) | 5:13     |  |

| Descarga digital y streaming – Tensnake Remix |                                |          |  |
| N.º                                           | Título                         | Duración |  |
| 1.                                            | «Hallucinate» (Tensnake Remix) | 4:51     |  |

| Descarga digital y streaming – Tensnake Extended Remix |                                         |          |  |
| N.º                                                    | Título                                  | Duración |  |
| 1.                                                     | «Hallucinate» (Tensnake Extended Remix) | 6:57     |  |

## Posicionamiento en listas
| Listas (2020)                          | Mejor posición |
| -------------------------------------- | -------------- |
| Argentina (Argentina Hot 100)          | 80             |
| Brasil (Top 100 Brasil)                | 98             |
| Croacia (HRT)                          | 11             |
| Escocia (Official Charts Company)      | 7              |
| Eslovenia (SloTop50)                   | 31             |
| Eslovaquia (Singles Digitál Top 100)   | 67             |
| España (PROMUSICAE)                    | 73             |
| Europa Digital Songs (Billboard)       | 16             |
| Grecia (International Digital Singles) | 92             |
| Hungría (Single Top 40)                | 28             |
| Irlanda (IRMA)                         | 40             |
| Italia (FIMI)                          | 99             |
| Letonia (Latvijas Top 40)              | 35             |
| Lituania (AGATA)                       | 35             |
| México Airplay (Billboard)             | 22             |
| Nueva Zelanda Hot Singles (RMNZ)       | 5              |
| Países Bajos (Dutch Top 40)            | 20             |
| Países Bajos (Single Top 100)          | 55             |
| Portugal (AFP)                         | 89             |
| Reino Unido (Official Charts Company)  | 31             |

## Certificaciones
| País (organismo certificador) | Certificación | Unidades certificadas |
| ----------------------------- | ------------- | --------------------- |
| Brasil (Pro-Música Brasil)    | Diamante      | 160 000               |
| Canadá (Music Canada)         | Platino       | 80 000                |
| Noruega (IFPI Noruega)        | Oro           | 30 000                |
| Nueva Zelanda (RMNZ)          | Oro           | 15 000                |
| Polonia (ZPAV)                | Platino       | 50 000                |
| Portugal (AFP)                | Oro           | 5 000                 |
| Reino Unido (BPI)             | Oro           | 400 000               |

## Historial de lanzamiento
| País        | Fecha               | Formato                      | Versión             | Discográfica | Ref    |
| ----------- | ------------------- | ---------------------------- | ------------------- | ------------ | ------ |
| Mundo       | 27 de marzo de 2020 | Descarga digital y streaming | Original            | Warner Bros. | [ 41 ] |
| Reino Unido | 17 de julio de 2020 | Contemporary hit radio       | Original            | Warner Bros. | [ 42 ] |
| Reino Unido | 18 de julio de 2020 | Adult contemporary radio     | Original            | Warner Bros. | [ 43 ] |
| Varios      | 24 de julio de 2020 | Descarga digital y streaming | Paul Woolford Remix | Warner Bros. | [ 11 ] |
| Varios      | 31 de julio de 2020 | Descarga digital y streaming | Tensnake Remix      | Warner Bros. | [ 13 ] |